# Boží kameny
Boží kameny (někdy taky Boží kámen) je vrch v  Šumavském podhůří, který se nachází mezi obcemi Kraselov a Tažovice nedaleko Strakonic ve výšce 621 m n. m.

## Trasa
Z Kraselova se vydáme směrem na Tažovice, asi po 1,5 km odbočíme doprava na lesní cestu směrem k samotám Dřetiny, a ta nás po cca. 400 m zavede na rozcestí. Pokračujeme rovně, až se dostaneme na okraj lesa, do kterého vstoupíme a po pěšině se po cca 200 metrech dostaneme až k samotný Božím kamenům.